# ایلیا لیفشیتز
ایلیا میخایلوویچ لیفشیتز (روسی: Илья́ Миха́йлович Ли́фшиц؛ ۱۳ ژانویهٔ ۱۹۱۷ – ۲۳ اکتبر ۱۹۸۲) یک فیزیکدان برجسته نظری‌کار شوروی، و برادر اوگنی لیفشیتز بود. وی بیشتر به خاطر آثارش در فیزیک حالت جامد، نظریه الکترونی فلزات، سیستم‌های بی نظم و نظریه پلیمرها شناخته شده‌است.
همراه با دانشجویش آرنولد کوسویچ، لیفشیتز (در سال ۱۹۵۴) ارتباط بین نوسانهای خواص مغناطیسی فلزات و شکل سطح الکترونی فرمی (فرمول لیفشیتز-کوسویچ) از آزمایشات د دهاس فن آلفن برقرار کرد.
لیفشیتز یکی از بنیانگذاران نظریه سیستمهای بی نظم بود. و برخی از مفاهیم اساسی مانند خودآرایی را معرفی کرد و آنچه که امروزه با نامهای دنباله لیفشیتز و تکینگی لیفشتیز خوانده می‌شود، را کشف کرد.
در نظریهٔ اختلال، لیفشیتز مفهوم عملکرد تغییر طیفی را معرفی کرد، که بعداً توسط مارک کرین توسعه یافت.